# Aeliae
Aeliae (łac. Dioecesis Æliensis) – stolica historycznej diecezji w Cesarstwie Rzymskim (prowincja Bizacena), współcześnie w Tunezji. Pierwsze wzmianki o jej biskupach pochodzą z V wieku. Od 1933 katolickie biskupstwo tytularne. 

## Biskupi tytularni
| Lp. | Biskup                            | Funkcja                                                 | Od               | Do             |
| --- | --------------------------------- | ------------------------------------------------------- | ---------------- | -------------- |
| 1   | David Mathew                      | biskup pomocniczy Westminsteru (Wielka Brytania)        | 3 grudnia 1938   | 20 lutego 1946 |
| 2   | José Hascher CSSp                 | prałat terytorialny Juruá (Brazylia)                    | 22 marca 1947    | 8 maja 1973    |
| 3   | Giuseppe Laigueglia               | nuncjusz apostolski, następnie urzędnik Kurii Rzymskiej | 3 sierpnia 1973  | 6 czerwca 2001 |
| 4   | Walter Edyvean                    | biskup pomocniczy Bostonu (USA)                         | 29 czerwca 2001  | 2 lutego 2019  |
| 5   | Ricardo Augusto Rodríguez Álvarez | biskup pomocniczy Limy (Peru)                           | 13 kwietnia 2019 |                |